# Linia kolejowa Jełgawa – Meitene
Linia kolejowa Jełgawa – Meitene – linia kolejowa na Łotwie łącząca stację  Jełgawa ze stacją Meitene i granicą państwową z Litwą.
Linia na całej długości jest niezelektryfikowana i jednotorowa.

## Historia
Linia została wybudowana przez okupacyjne wojska niemieckie w 1915 jako część połączenia Jełgawy z Tylżą. Początkowo leżała na okupowanych terenach Imperium Rosyjskiego, w latach 1918 - 1940 położona była na Łotwie, następnie w Związku Sowieckim (1940 - 1991). Od 1991 ponownie znajduje się w granicach niepodległej Łotwy.